# Abra kyurokusimana
Abra kyurokusimana is een tweekleppigensoort uit de familie van de Semelidae. De wetenschappelijke naam van de soort werd in 1940 gepubliceerd door Nomura & Hatai.